# Toweren Musara
Toweren Musara is een bestuurslaag in het regentschap Aceh Tengah van de provincie Atjeh, Indonesië. Toweren Musara telt 326 inwoners (volkstelling 2010).